# За Стеной
«За Стеной» (англ. Beyond the Wall) — шестой эпизод седьмого сезона фэнтезийного сериала канала HBO «Игра престолов», и 66-й во всём сериале. Сценарий к эпизоду написали создатели сериала Дэвид Бениофф и Д. Б. Уайсс, а режиссёром стал Алан Тейлор.
«За Стеной» получил в основном положительные отзывы от критиков, которые посчитали эпический масштаб и спецэффекты битвы между Белыми Ходоками и драконами, взаимодействие между членами группы на севере, и клятву Джона верности Дейенерис лучшими моментами эпизода, хотя некоторые рецензенты критиковали эпизод за нелогичность и быстроту повествования. В США эпизод посмотрели 10.24 миллионов зрителей во время оригинального показа.

## Сюжет

### В Винтерфелле
Арья (Мэйси Уильямс) обвиняет Сансу (Софи Тёрнер) в предательстве своей семьи, когда та написала письмо с призывом присягнуть в пользу короля Джоффри (Джек Глисон). Санса объясняет, что тогда она была ещё ребёнком и ей угрожала Серсея (Лина Хиди), но Арья отказывается принять её доводы. Они обвиняют друг друга в том, что ни одна из них не спасла отца, Неда Старка (Шон Бин). Арья замечает, что Сансу сейчас больше всего волнует то, как отнесутся к ней северные лорды, если письмо будет обнародовано.
Санса спрашивает совета у Мизинца (Эйдан Гиллен), который предполагает, что Бриенна (Гвендолин Кристи), поклявшаяся служить обеим сёстрам, должна будет вмешаться, если Арья пойдёт против Сансы. Получив письмо Серсеи с приглашением в Королевскую Гавань, Санса отправляет Бриенну как своего представителя, в том числе и по соображениям, которые подкинул ей Бейлиш. Все возражения Бриенны и даже её предложение оставить в Винтерфелле хотя бы Подрика, натыкаются на суровый отказ Сансы.
Санса обыскивает комнату Арьи и находит в её вещах чужие лица. Заставшая её за этим занятием Арья рассказывает про своё обучение у Безликих и говорит, что могла бы взять лицо Сансы, угрожающе наставляя на неё кинжал из валирийской стали, но затем отдаёт ей кинжал и уходит.

### На Драконьем Камне
Тирион (Питер Динклэйдж) подозревает, что Серсея (Лина Хиди) устроит ловушку, когда Дейенерис приедет к ней на встречу. Он спрашивает, как Дейенерис (Эмилия Кларк), которая бесплодна, сможет передать власть и кто будет наследником. Дейенерис отказывается обсуждать законы преемственности прежде, чем сядет на Железный Трон. Тирион утверждает, что Джон (Кит Харингтон), на данном этапе последний «герой», который влюбился в Дейенерис.

### За Стеной
Джон (Кит Харингтон), Пёс (Рори Макканн), Джорах (Иэн Глен), Берик (Ричард Дормер), Торос (Пол Кэй) и Джендри (Джо Демпси) отправляются на север за Стену вместе с Тормундом (Кристофер Хивью) и другими Одичалыми. Между ними происходят различные личные и философские беседы. Джиор (Джеймс Космо) отдал Джону свой фамильный меч, Длинный коготь, когда прочил его в командование Ночного Дозора; Джон предлагает его Джораху, но он настаивает на том, чтобы Джон хранил его у себя. На группу нападает белый медведь-упырь, убивая Одичалого и раня Тороса, который отталкивает Пса подальше от опасности, прежде чем убить медведя; раны Тороса прижжены и группа продолжает путь. Группа натыкается на отряд упырей во главе с Белым Ходоком и устраивает засаду. Джон уничтожает Белого Ходока Длинным когтем, и все упыри, кроме одного, мгновенно рассыпаются на части. Люди захватывают оставшегося упыря.
Приближается орда упырей; Джендри посылают одного в Восточный Дозор, чтобы отправить ворона к Дейенерис (Эмилия Кларк), в то время как остальные оказываются в ловушке на небольшом островке, и единственное, что отделяет их от упырей, это треснувший под весом орды тонкий лёд. Торос умирает от ран, и его сжигают, чтобы он не превратился в упыря. В беседе с Бериком Джон говорит, что для победы над Белыми Ходоками ему нужны драконы Дейнерис, на что Берик отвечает, что достаточно убить Короля Ночи, который в этот момент наблюдает за группой.
Не привыкший к суровым условиям севера, Джендри с трудом добирается до Восточного Дозора. Дейенерис, получив ворона, летит на Дрогоне на север вместе с Рейгалем и Визерионом, отвергая совет Тириона «ничего не делать».
На месте противостояния упыри из-за оплошности Пса понимают, что замёрзший лёд снова крепок, и атакуют со всех сторон; завязывается ожесточённая схватка, людям грозит гибель. Прибывает Дейенерис, и драконы сжигают многих упырей. Люди пытаются улететь на Дрогоне, но упыри продолжают наседать; Король Ночи убивает Визериона, метнув ледяное копьё. Джон призывает остальных улетать вместе с захваченным упырём и в какой-то момент проваливается в полынью вместе с атакующими его мертвецами. Видя смертельную угрозу для оставшихся драконов, союзники Джона улетают. Упыри начинают покидать место сражения, но заметив выбравшегося из воды Джона, вновь бросаются на него. Их опережает появившийся Бенджен Старк (Джозеф Моул) и сажает обессилевшего Джона на свою лошадь, а сам гибнет под натиском множества упырей, прикрывая отход.
Джон поправляется на борту корабля, Дейенерис видит на его груди шрамы от смертельных ран. Он извиняется перед Дейенерис за гибель Визериона; она же принимает эту утрату как плату за правду об армии Белых Ходоков и клянётся бороться с Королём Ночи. Джон называет её «моя Королева» и верит, что северные лорды признают её лидерство. Дейенерис надеется, что она будет достойна этого доверия.
В заключительной сцене упыри вытягивают цепями труп Визериона из ледяной воды, Король Ночи прикасается к нему, и дракон открывает глаза, светящиеся синим.

## Производство

### Сценарий

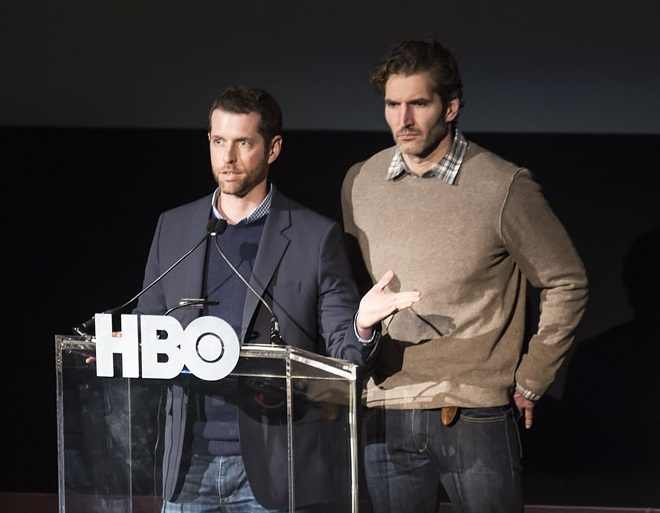
Сценарий к эпизоду написали создатели сериала Дэвид Бениофф и Д. Б. Уайсс.

Сценарий к «За Стеной» был написан создателями сериала Дэвидом Бениоффом и Д. Б. Уайссом. В сегменте «Inside the Episode», опубликованном HBO после выхода эпизода в эфир, Дэвид Бениофф отметил, что смерть дракона Визериона была чем-то, над чем он и сценаристы работали долгое время, и добавил: «Весь путь шоу каким-то образом пытался наметить все конечные точки эпизодов, и в этом эпизоде точкой был дракон, открывающий свой голубой глаз, и осознание того, что Король Ночи наконец получил своё собственное оружие массового уничтожения.» Уайсс также заявил, что самой приятной частью в написании сцены было заставить казаться так, как будто все «хорошие парни» собирались «выбраться с той стороны более менее безнаказанными», и знал, что последующее убийство дракона будет иметь «огромное эмоциональное воздействие», так как он важен для Дейенерис. Он продолжил, сказав, что они знали, что это будет важным для Короля Ночи использовать возможность убить дракона, и что они намеревались сделать так, чтобы сцена казалась «двойным ударом», дав зрителям стать свидетелями «ужаса», когда им придётся видеть как «один из трёх поразительных существ в мире, как эти, идёт под воду и не выбирается оттуда, и обрабатывать эту информацию у себя в голове», но также «обрабатывать что-то, что даже хуже», когда дракона вытягивают из воды и делают его частью армии Короля Ночи.
По поводу включения атаки белого медведя-упыря, Бениофф и Уайсс заявили, что они хотели белого медведя-упыря в сериале «уже где-то четыре сезона», но ни разу не показали его на экране из-за возражений отдела спецэффектам. Уайсс вспомнил, что им говорили, что они не могли позволить себе такой спецэффект, но чувствовал, что его появление было "очень логичным, и мы наконец упёрлись и сказали чёрт возьми, мы хотим белого медведя-зомби, " и поэтому мы вписали это в эпизод.
Уайсс также рассказал о заключительной сцене Винтерфелла, сказав, что как только Санса находит коллекцию лиц Арьи и она противостоит ей, Санса должна была начать видеть в Арье «физическую опасность для неё», и что они хотели перевести этот страх в последующий эпизод, «Дракон и Волк».

### Съёмки
Режиссёром «За Стеной» стал Алан Тейлор. Это был седьмой эпизод Тейлора в сериале, но это был первый эпизод со времён второго сезона, где он снял финальный эпизод этого сезона, «Валар Моргулис». Он также был режиссёром двух эпизодов первого сезона, «Бейелор» и «Пламя и кровь», а также трёх других эпизодов второго сезона. После его перерыва от сериала, Тейлор стал режиссёром несколько высокобюджетных голливудских фильмов, включая «Тор 2: Царство тьмы» и «Терминатор: Генезис». В интервью с «Entertainment Weekly», Тейлор рассказал о различиях между его ранней работе в сериале и его возвращением в седьмом сезоне шоу, сказав, что ему раньше говорили не использовать зелёный экран и, таким образом, спецэффекты, из-за бюджетных ограничений, которые были у сериала в его ранних сезонах. Однако, с «За Стеной», он смог в полной мере использовать визуальные эффекты, чтобы создать большую среду, драконов и армии за счёт увеличения бюджета. Он также описал опыт «ходом полным циклом», став свидетелем эволюции таких персонажей как Софи Тёрнер в роли Сансы и Мэйси Уильямс в роли Арьи, которых он снимал, когда они были детьми, а также то, что они с тех пор выросли.

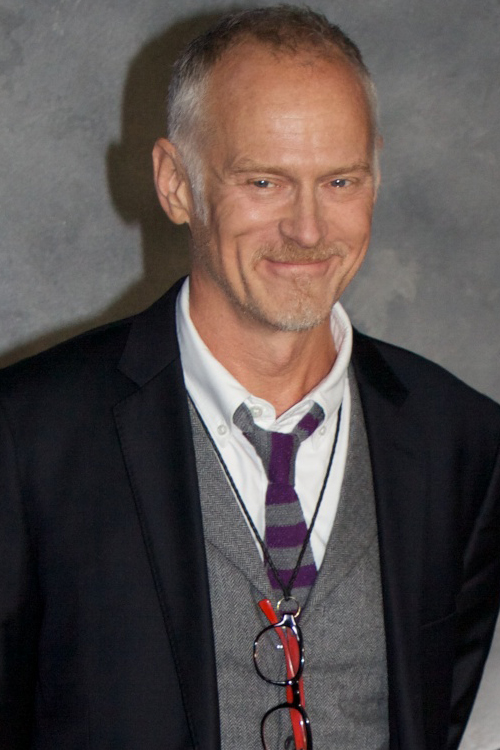
Режиссёр Алан Тейлор вернулся в сериал после перерыва, в последний раз сняв «Валар Моргулис» во втором сезоне сериала.

Множество сцен, ведущих к битве с армией Белых Ходоков, было снято в Исландии, но большая часть сцен битвы эпизода была снята в карьере в Белфасте, Северной Ирландии. Тейлор ожидал снять сцену полностью в Исландии, но быстро понял, что это неосуществимо из-за требуемого объёма производства. По поводу съёмок нападения белого медведя-упыря, Тейлор отметил, что дизайн медведя был создан обосновавшейся в Новой Зеландии студией «Weta Workshop», которая ранее работала над трилогией «Властелин колец». Ричард Дормер, исполнитель роли Берика Дондарриона, описал съёмку сцены в отдельном интервью, сказав: «Она была очень холодной, мокрой и физической. Было также жарко, приходилось бегать вокруг воображаемого 12-футового пылающего белого медведя. Было довольно странно, но это было весело.» Дормер также отметил сложность съёмки пылающего меча, сказав, что меч мог гореть только две минуты за один раз, и им нельзя было махать слишком быстро, из-за чего Дормеру приходилось замедлять свои движения. Он также сказал, что меч, которым он пользовался, был в три раза тяжелее обычного меча. Хотя актёры были тепло одеты для сцен за Стеной, их костюмы содержали «трубную систему, по которой можно распространять холодную воду между съёмками с помощью переносного насоса, чтобы защитить актёров от перегрева», из-за настоящего тепла от съёмок на площадке в Северной Ирландии. Это также было важным, так как грим Рори Макканна, который играет Сандора «Пса» Клигана, мог расплавиться на его лице.
В другом интервью с «The Hollywood Reporter», Тейлор также рассказал о процессе взаимодействия с озером и водой, сказав: «Каждый момент взаимодействия с водой был поэтапным процессом, где мы снимали действие на нашей 360-градусной площадке-пейзаже, а затем переснимали это на фоне зелёного экрана с элементами, которые мы сняли в емкости с водой, а затем все эти элементы объединяли, чтобы получить что-то простое, вроде парня, падающего под лёд и тонущего в воде». Потребовалось четыре-пять различных кадров, чтобы отснять эту часть битвы. Тейлор описал работу с Владимиром Фурдиком, который играет Короля Ночи, отметив, что Фурдик был полностью загримирован, и сказал: «Он просто восхитительный. Нет ничего такого, что он не сможет сделать. Он полноценный актёр в этой роли, помимо его способности делать все действия и работы с лошадьми. У него красивое лицо — хотя вам не удаётся полностью увидеть его под гримом Короля Ночи.» Тейлор раскрыл, что он ранее работал с Фурдиком, так как Фурдик был каскадёром в фильме «Тор 2: Царство тьмы».
Чтобы снять смерть дракона Визериона, Тейлор сказал, что он «предоставил кадры, где мы знали, что дракона пронзят копьём и он упадёт» для руководителя отдела спецэффектов Джо Бауэра с целью дальнейшего использования. Но Тейлор также снял кадры с реакциями «по пути», пока дракон падал насмерть, используя теннисный мячик на палке, чтобы актёры поняли где дракон был в этой сцене, а также «превизуализацию» и раскадровки, чтобы они поняли, как будет выглядеть конечный продукт. Тейлор похвалил выступление Эмилии Кларк в роли Дейенерис Таргариен в этой сцене, и он был также благодарен за то, что его выбрали снять смерть дракона, из-за самопровозглашённого прошлого, когда он снимал ключевые сцены смерти в нескольких сериалах, включая смерть Неда Старка в первом сезоне, а также крупные смерти в сериалах «Рим», «Дедвуд» и «Клан Сопрано».
Тейлор также рассказал о количестве времени, которое было необходимо провести между приближением армии Белых Ходоков и прибытием Дейенерис, сказав, что это намеренно было сделано неопределённым: «Мы сделали несколько вещей, например намеренно размыли временные рамки по поводу того, сколько времени прошло, потому что было очень темно у замёрзшего озера и вы не знаете, сколько дней и ночей вы смогли увидеть. Мы пытались сделать это немного двусмысленным и дать этому некоторое пространство для манёвра в конце. Мы знали, что мы просили когнитивного отчуждения людей — то, на что мы нацелились, это вероятная невозможность.»

## Реакция

### Рейтинги
«За Стеной» посмотрели 10.24 миллионов зрителей во время оригинального показа на HBO, что ниже рейтинга 10.72 миллионов зрителей у эпизода прошлой недели, «Восточный Дозор». Рейтинг в возрастной категории 18-49 составил 4.7, что делает его самым высокорейтинговым шоу на кабельном телевидении в ночь показа.

### Реакция критиков
«За Стеной» получил в основном положительные отзывы от критиков, которые посчитали эпический масштаб и спецэффекты битвы между Белыми Ходоками и драконами, взаимодействие между членами группы на севере, и клятву Джона верности Дейенерис лучшими моментами эпизода, хотя некоторые рецензенты критиковали эпизод за то, что он был «[вопреки] логике», и за его быстрое повествование, а также за конфликт между Арьей и Сансой. Он получил рейтинг 81 % на сайте Rotten Tomatoes на основе 36 отзывов, со средним рейтингом 8.1 из 10. Консенсус сайта гласит: «„За Стеной“ доставляет эпические сражения и сюжетные повороты, которые ожидаемы в предпоследнем эпизоде сезона „Игры престолов“ — хотя, иногда, и вопреки всякой логике.»
Терри Шварц из IGN написала в своей рецензии к эпизоду: «„Игра престолов“ давно уже установила прецедент, что её предпоследние эпизоды сезонов будут самыми большими по масштабу и, зачастую, по потерям, во всём от „Бейелора“ до „Рейнов из Кастамере“. Таким образом, „За Стеной“ ничем не отличается, так как в нём, пожалуй, была самая большая потеря, с которой столкнулся сериал на сегодняшний день: дракон, убитый Королём Ночи, и даже хуже, воскрешён им.» Однако Шварц также подвергла эпизод критике, сказав, что он пострадал «больше, чем любой другой эпизод на сегодняшний день от быстрого, усечённого повествования в 7 сезоне.» Шварц также похвалила взаимодействия между членами группы на севере во время их путешествия, чтобы найти Белых Ходоков, и в конечном счёте дала эпизоду оценку 6.9 из 10. Дэниел Д’Аддарио из «Time Magazine» написал в своей рецензии к эпизоду: «Этот эпизод, занимающий предпоследнюю в сезоне ячейку, которая исторически была местом, где происходят самые большие, был немного меньше, чем, например, ажиотаж прошлого сезона, „Битва бастардов“. Но это частично из-за растущей очевидности ставок.» Майлз Макнатт из «The A.V. Club» точно так же сравнил эпизод с предпоследним эпизодом предыдущего сезона, подвергая сомнению некоторые из причин битвы, написав: «У нас здесь ситуация, когда ряд событий, спроектированный для действия и саспенса, эффективно распродаёт всех задействованных персонажей.» Однако он также похвалил эпизод, сказав: «На уровне зрелищности, „За Стеной“ — очередная сильная сторона сериала, с участием блестящей работы вернувшегося режиссёра Алана Тейлора, захватывающей интуитивные битвы, с которыми сталкиваются семь людей и Краснорубашечники во время их путешествия. И я был очарован серией „прогулок и бесед“, которая перемежает их путешествия, краткие виньетки персонажей, как Сандор и Тормунд, которые впервые взаимодействуют друг с другом, идя навстречу своей потенциальной смерти.» Он дал эпизоду оценку B. Стив Грин из «IndieWire» написал в своём обзоре: «„За Стеной“, возможно, не лучший эпизод сезона, но, более уверенно, самый важный. Вернув долгожданное в сезоне обещание ужаса и торжество в быстрой последовательности, сериал превратил важный эпизод в запоминающуюся историю ужасов.»

## Утечка
Как и с четвёртым эпизодом сезона, «Трофеи войны», этот эпизод просочился в интернет до намеченной даты показа 20 августа 2017 года. За четыре дня до его официального показа, HBO Spain и HBO Nordic случайно показали «За Стеной» для просмотра по запросу на один час, прежде чем удалить его.